# Elecciones provinciales de Jujuy de 1913
Las elecciones generales de la provincia de Jujuy de 1913 tuvieron lugar el domingo 1 de junio del mencionado año con el objetivo de restaurar la autonomía de la provincia después de la intervención federal realizada por el gobierno de Roque Sáenz Peña. Los comicios se realizaron luego de la aprobación del sufragio secreto en el país, siendo las primeras elecciones provinciales jujeñas remotamente competitivas que tenían lugar en la historia de la provincia. Debido a la intervención, se debían elegir a todos los cargos electos de la provincia, desde el Gobernador hasta los 18 escaños de la Legislatura Provincial. La principal fuerza opositora e impulsora del voto secreto, la Unión Cívica Radical, abandonó su abstencionismo habitual, aunque de todas formas consideró que las elecciones jujeñas no serían del todo limpias.
El conservadurismo provincial, hegemónico en la provincia, obtuvo la victoria con el 53.56% del voto popular, siendo su candidato Pedro José Pérez. El radical Horacio Carrillo quedó en segundo lugar con el 46.44% restante. La Legislatura Provincial quedó compuesta por 11 diputados conservadores de distintas facciones de la oligarquía local y 7 radicales. La participación fue del 66.10% del electorado registrado. Los cargos electos asumieron el 6 de septiembre de 1913.